# 纤泳鳄属
纤泳鳄属（学名：Gracilineustes）是一种已灭绝的鳄形类动物，生活在侏罗纪中晚期的海洋中。纤泳鳄是一种食肉动物，大部分时间都在海上度过。这是一种小型爬行动物，G. leedsi长2.25至3.11米，G. acutus长3.77 m。

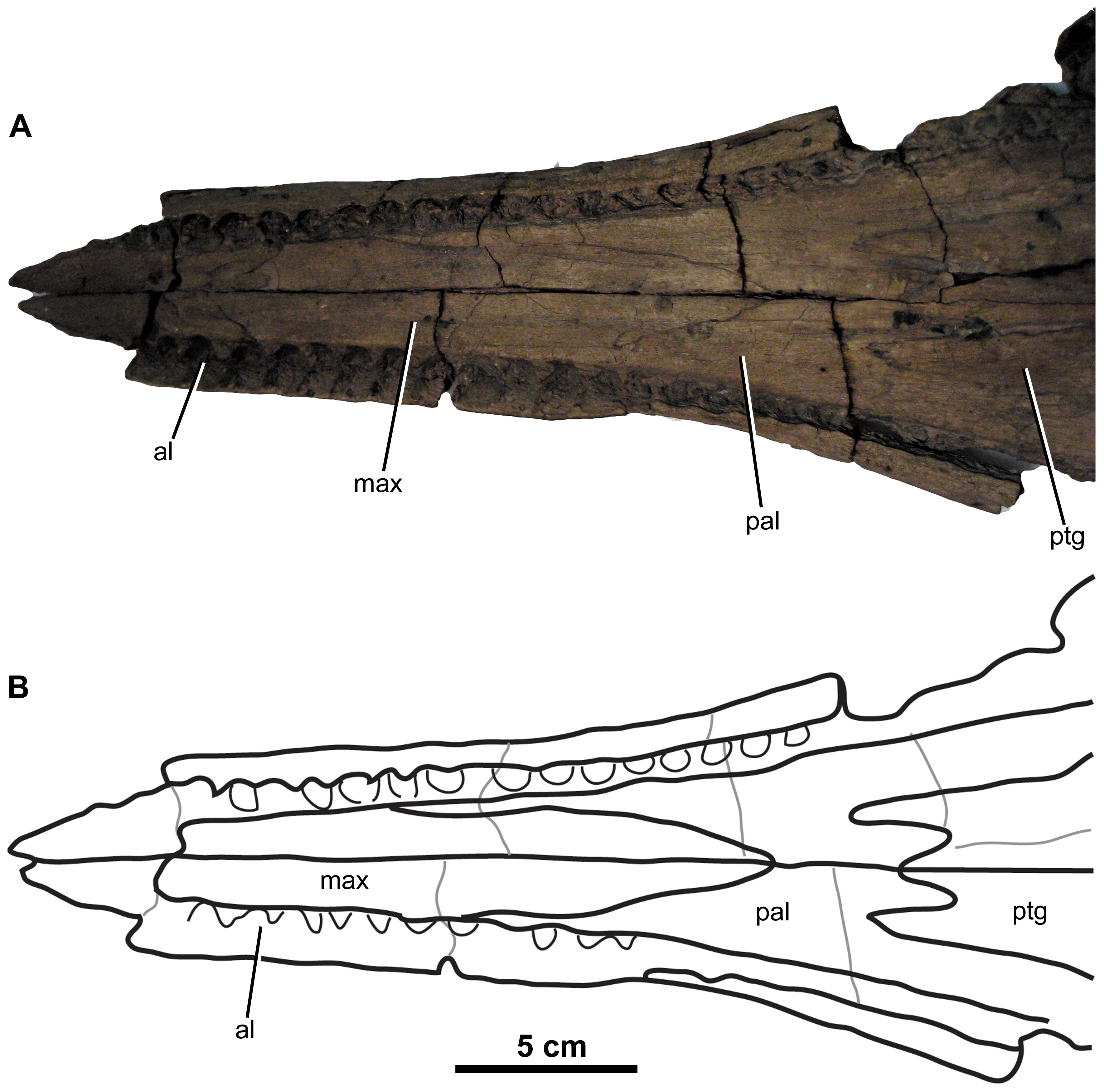
G. leedsi的正模标本，NHMUK PV R3540

## 发现与物种

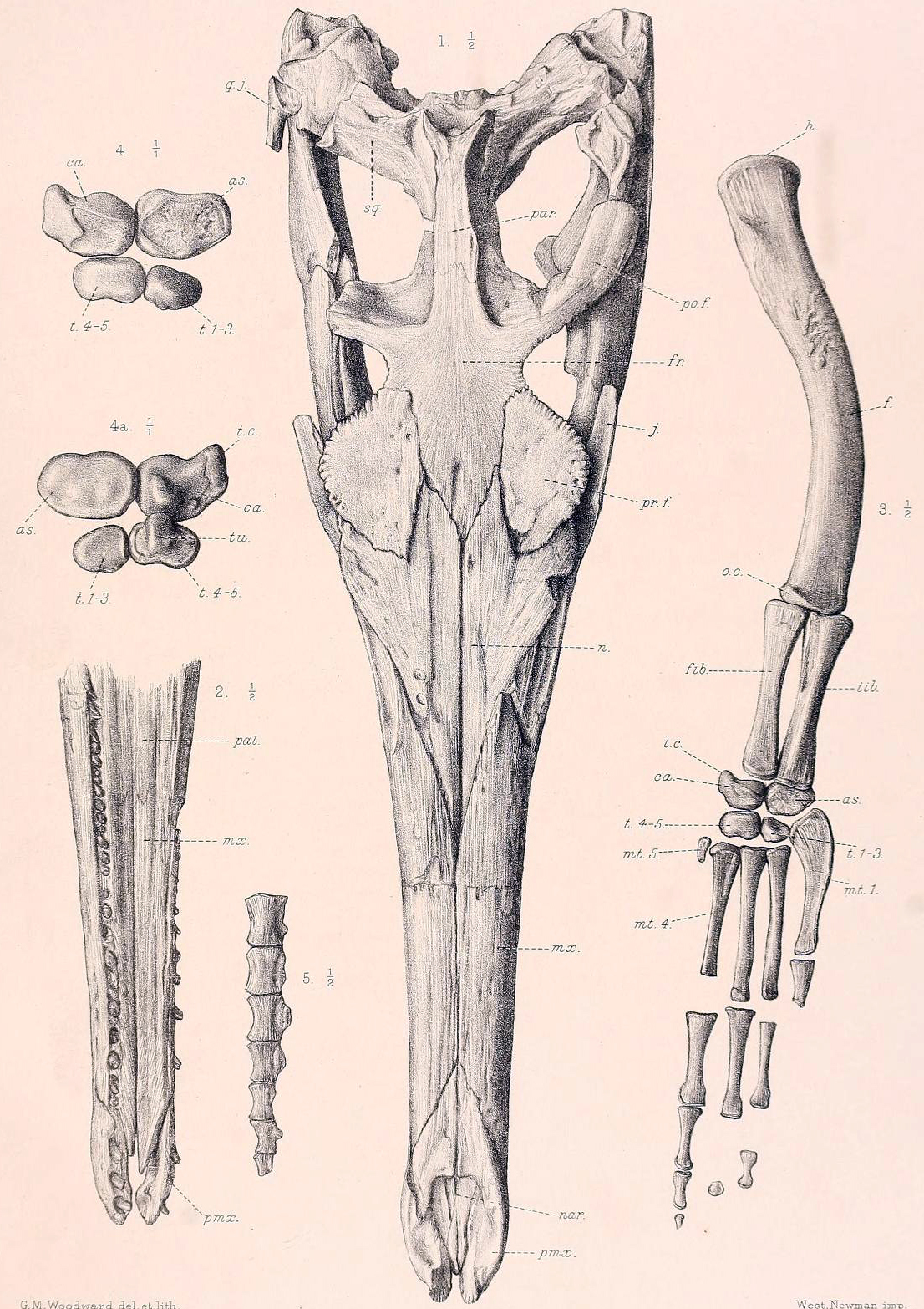
G. leedsi的头骨和肢体

与纤泳鳄有关的化石标本已知来自英国和法国的中晚期侏罗世矿床。

### 有效物种
- G. leedsi - 中侏罗世（卡洛夫期）的西欧（英国）[1] Metriorhynchus laeve为其次异名
- G. acutus - 晚侏罗世（启莫里期）的西欧（法国）[2]